# Milt Jackson
Milton "Milt" Jackson, född 1 januari 1923 i Detroit, Michigan, död 9 oktober 1999 i New York, var en amerikansk jazzvibrafonist, ofta kallad den bästa musikern på sitt instrument, och en av de viktigaste personerna inom bebop. Han upptäcktes av Dizzy Gillespie, som anlitade honom för hans sextett 1946 och även anlitade honom för större ensembler. Han fick snabbt erfarenhet av att arbeta med de viktigaste personerna i jazzen, däribland Woody Herman, Howard McGhee, Thelonious Monk och Charlie Parker.
Jackson var en av grundarna av Modern Jazz Quartet som med några avbrott var aktiv 1952–1993. 
Han var en mycket uttrycksfull spelare. Jackson var särskilt förtjust i 12-bar blues på långsamt tempo. Han föredrog att ställa vibrafonens oscillator till en låg 3,3 varv per sekund (i motsats till Lionel Hampton hastighet av 10 varv per sekund) för en mer subtil vibrato. Jackson kunde också sjunga och spela piano professionellt. Hans komposition Bags' Groove är en amerikansk jazzstandard.
Han gästspelade på inspelningar av många ledande jazz, blues och soul artister som BB King, John Coltrane, Wes Montgomery och Ray Charles.

## Diskografi
- 1952 – Wizard of the Vibes (Blue Note)
- 1955 – Milt Jackson Quartet (Prestige)
- 1956 – Opus de Jazz (Savoy)
- 1956 – Roll 'Em Bags (Savoy)
- 1956 – Meet Milt Jackson (Savoy)
- 1956 – Ballads & Blues (Atlantic)
- 1956 – The Jazz Skyline (Savoy)
- 1956 – Jackson'sville (Savoy)
- 1957 – Plenty, Plenty Soul (Atlantic)
- 1957 – Bags & Flutes (Atlantic)
- 1958 – Soul Brothers med Ray Charles (Atlantic)
- 1959 – Bean Bags med Coleman Hawkins (Atlantic)
- 1959 – Bags' Opus (United Artists)
- 1960 – The Ballad Artistry of Milt Jackson (Atlantic)
- 1961 – Soul Meeting med Ray Charles (Atlantic)
- 1961 – Very Tall med Oscar Peterson Trio (Verve)
- 1961 – Bags & Trane med John Coltrane (Atlantic)
- 1962 – Statements (Impulse!)
- 1962 – Bags Meets Wes! med Wes Montgomery (Riverside)
- 1962 – Big Bags (Riverside)
- 1962 – Invitation (Riverside)
- 1963 – For Someone I Love (Riverside)
- 1963 – Milt Jackson Quintet Live at the Village Gate (Riverside)
- 1964 – Vibrations (Atlantic)
- 1964 – Much in Common med Ray Brown (Verve)
- 1964 – Jazz 'n' Samba (Impulse!)
- 1964 – In a New Setting (Limelight)
- 1965 – Ray Brown / Milt Jackson med Ray Brown (Verve)
- 1965 – Milt Jackson at the Museum of Modern Art (Limelight)
- 1968 – Born Free (Limelight)
- 1968 – Milt Jackson and the Hip String Quartet (Verve)
- 1969 – That's the Way It Is featuring Ray Brown (Impulse!)
- 1970 – Just the Way It Had to Be featuring Ray Brown (Impulse!)
- 1970 – Memphis Jackson med Ray Brown Big Band (Impulse!)
- 1971 – Reunion Blues med Oscar Peterson (BASF)
- 1972 – Cherry (CTI)
- 1973 – Sunflower (CTI)
- 1974 – Goodbye med Hubert Laws (CTI)
- 1974 – Olinga (CTI)
- 1975 – The Milt Jackson Big 4 (Pablo)
- 1975 – The Big 3 med Joe Pass och Ray Brown (Pablo)
- 1976 – Feelings (Pablo)
- 1977 – Milt Jackson at the Kosei Nenkin (Pablo)
- 1978 – Soul Fusion (Pablo)
- 1979 – Quadrant med Joe Pass, Ray Brown och Mickey Roker (Pablo)
- 1979 – Milt Jackson (Quintessence Jazz Series) (Pickwick)
- 1980 – Loose Walk (Palcoscenico Records)
- 1981 – Night Mist (Pablo/OJC)
- 1982 – Ain't But a Few of Us Left med Oscar Peterson (Pablo)
- 1982 – Mostly Duke [live] (Pablo/OJC)
- 1982 – Memories of Thelonious Sphere Monk (Pablo/OJC)
- 1983 – Jackson, Johnson, Brown & Company med J.J. Johnson (Pablo)
- 1983 – Two of the Few med Oscar Peterson (Pablo)
- 1984 – Soul Route (Pablo)
- 1988 – A London Bridge [live] (Pablo)
- 1993 – Reverence and Compassion (Warner Bros.)
- 1994 – The Prophet Speaks (Qwest)
- 1995 – Burnin' in the Woodhouse (Qwest)
- 1999 – The Very Tall Band med Oscar Peterson och Ray Brown [live from Blue Note] (Telarc)
- 2004 – Midnight Session med Ray Brown (King Records)